# San Giovanni Decollato, Rom
San Giovanni Decollato, officiellt San Giovanni Battista Decollato, är en kyrkobyggnad i Rom, helgad åt den helige Johannes Döparen och särskilt åt hans martyrium genom halshuggning. Kyrkan är belägen vid Via di San Giovanni Decollato i Rione Ripa och tillhör församlingen Santa Maria in Campitelli.

## Historia
År 1490 förlänade påve Innocentius VIII kyrkan Santa Maria della Fossa, även benämnd Santa Maria de Fovea, åt Confraternita della Misericordia, ett brödraskap med uppgift att sörja för dödsdömda brottslingar och ge dem en kristen begravning efter avrättningen. Uppförandet av en ny kyrka, ett oratorium, en klosterbyggnad med härbärge samt en klostergård pågick till mitten av 1500-talet. En ombyggnad med nykonsekrering ägde rum år 1727 under påve Benedictus XIII (1724–1730). En restaurering företogs år 1888.
Interiören uppvisar en rad målningar, bland andra:
- Den helige Johannes Döparens halshuggning av Giorgio Vasari (1553; högaltarmålning)
- Den helige Johannes Döparens halshuggning, tillskriven Girolamo Muziano
- Lazarus uppväckande av Giovanni Balducci
- Den helige Johannes Döparens födelse av Jacopo Zucchi (1585)
- Den tvivlande Tomas av Giorgio Vasaris skola
- Jungfru Marie besök hos Elisabet av Pomarancio
- Den helige Johannes Evangelistens martyrium av Giovanni Battista Naldini (omkring 1580)
- Madonna della Misericordia, fresk från 1400-talet
- Jungfru Marie himmelsfärd av Francesco Zucchi

I anslutning till kyrkan finns Museo della Camera storica, vilket dokumenterar brödraskapets verksamhet genom århundradena.
Kyrkan är inte öppen för allmänheten. Den 24 juni firas Johannes Döparens födelse och den 29 augusti åminns hans martyrium.

## Titelkyrka
San Giovanni Battista Decollato var titeldiakonia mellan 1969 och 2013.
Kardinaldiakoner
- Mario Nasalli Rocca di Corneliano (1969–1979), titulus pro illa vice (1979–1988)
- Vakant (1988–2013)

## Bilder
| - San Giovanni Decollato (här benämnd S. Io Decolato) på Antonio Tempestas vy över Rom från år 1593. - San Giovanni Decollato (nummer 1049) på Giovanni Battista Nollis karta över Rom från år 1748. Nummer 1050 anger Oratorio di San Giovanni Decollato och 1051 begravningsplatsen. |